# Danikermolen
De Danikermolen was een watermolen in buurtschap Daniken bij Geleen in de Nederlands Zuid-Limburgse gemeente Sittard-Geleen. De watermolen stond op de Geleenbeek. Stroomopwaarts lag op deze beek de Olie-watermolen, stroomafwaarts lag de Molen van Carolus Houben.

## Geschiedenis
In een document uit 1479 wordt de molen reeds vermeld. Oorspronkelijk gaat het om een dubbele molen, waarvan de één een graanmolen is en de ander een oliemolen. Ze stonden tegenover elkaar op de beek.
In 1840 vernieuwde men de graanmolen. Het was in het midden van de 19e eeuw een onderslagmolen met een rad met afmetingen van 81 centimeter breed en een doorsnede van 6 meter. De schoephoogte was 31 centimeter. Later werd dit een rad van 93 centimeter breed en een doorsnede van 5,8 meter. Ook werd het een middenslagrad met een kroep (kroprad).
In 1903 verving men het rad door een turbine en werd er een turbinekamer gebouwd tegen de kopgevel van het molengebouw.
In 1928 verkoopt de familie Cloots de molen voor fl. 33.100 aan P. Paulsen uit Ransdaal-Klimmen.
Kort na de Tweede Wereldoorlog verkoopt men het waterrecht aan Waterschap Geleen- en Molenbeek en legde men de molen stil.
In 1963 werd het terrein van 6,5 hectare, voor fl. 130.000 (in 2022 zou dit € 425.250 zijn), aangekocht door de Gemeente Geleen. In mei 1966 vraagt het college van B&W aan de Gemeenteraad of de boerderij op het terrein mag worden afgebroken. Het college had geen nieuwe huurder voor het slecht onderhouden pand gevonden, en de benodigde renovatie zou niet rendabel zijn. De molen die naast de boerderij lag is dan ‘allang verdwenen’.
In 1967 werd het gebouw gesloopt door middel van een brand aangestoken voor een brandweeroefening.

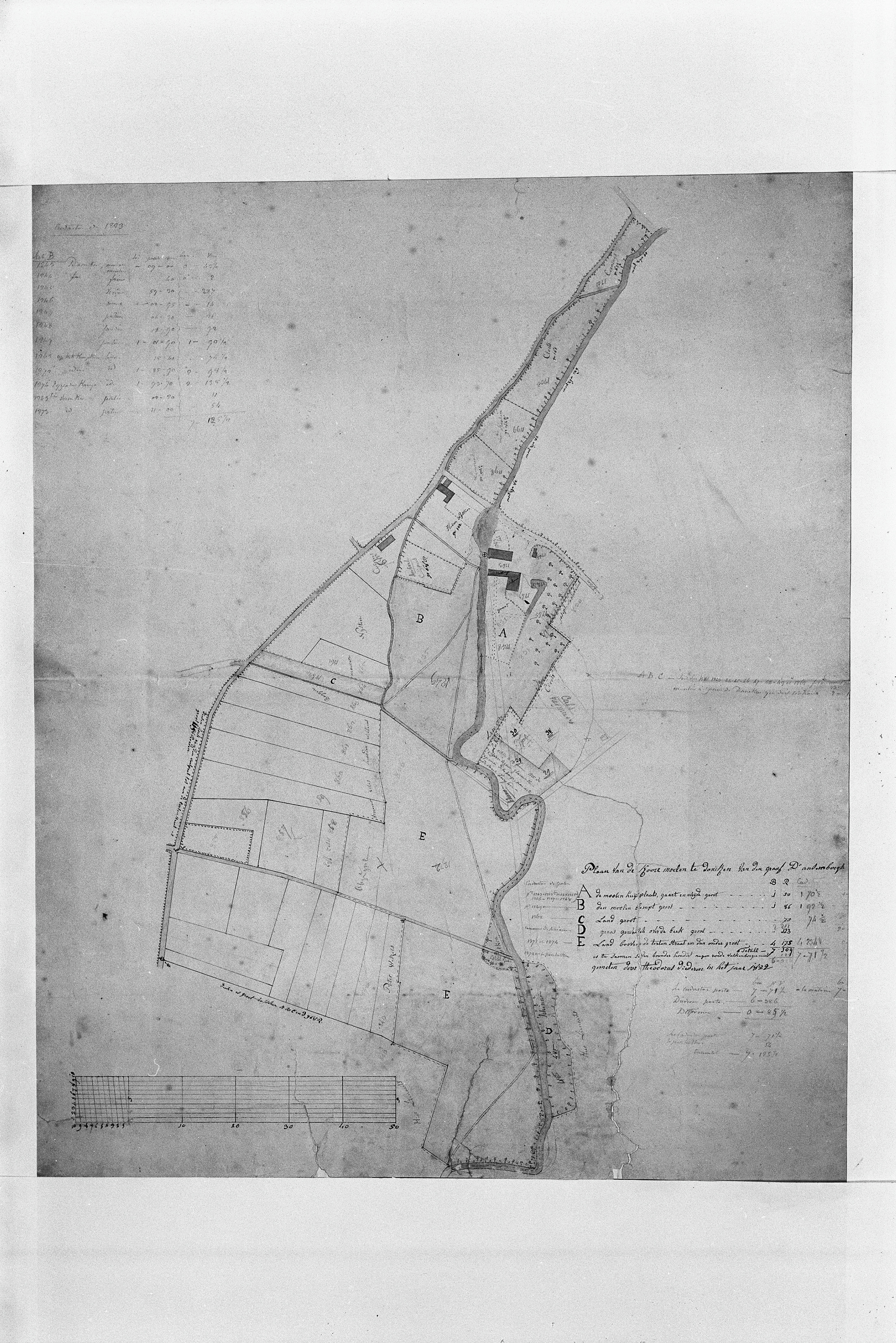
Historische ligging aan de Geleenbeek
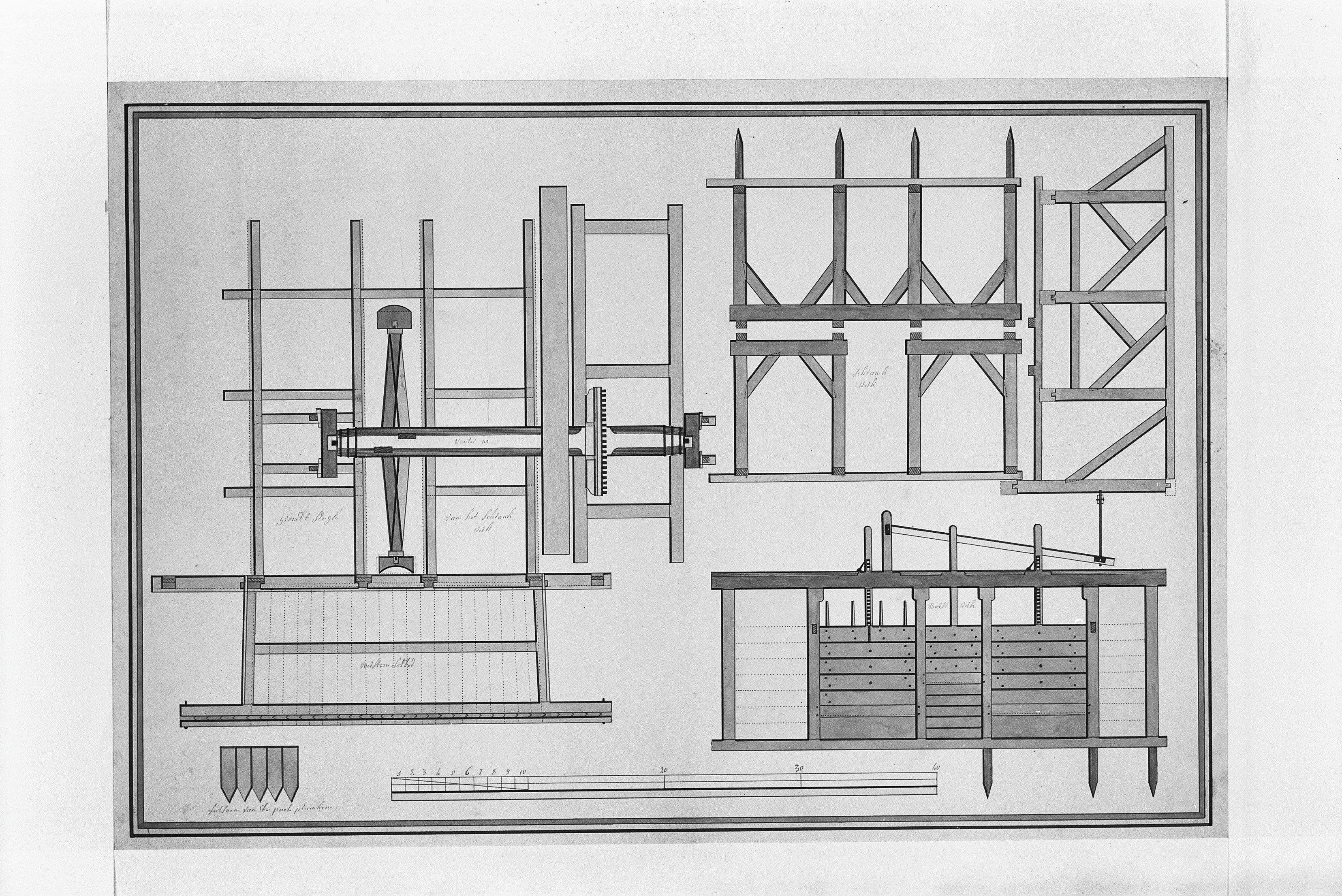
Molenwerk tekening
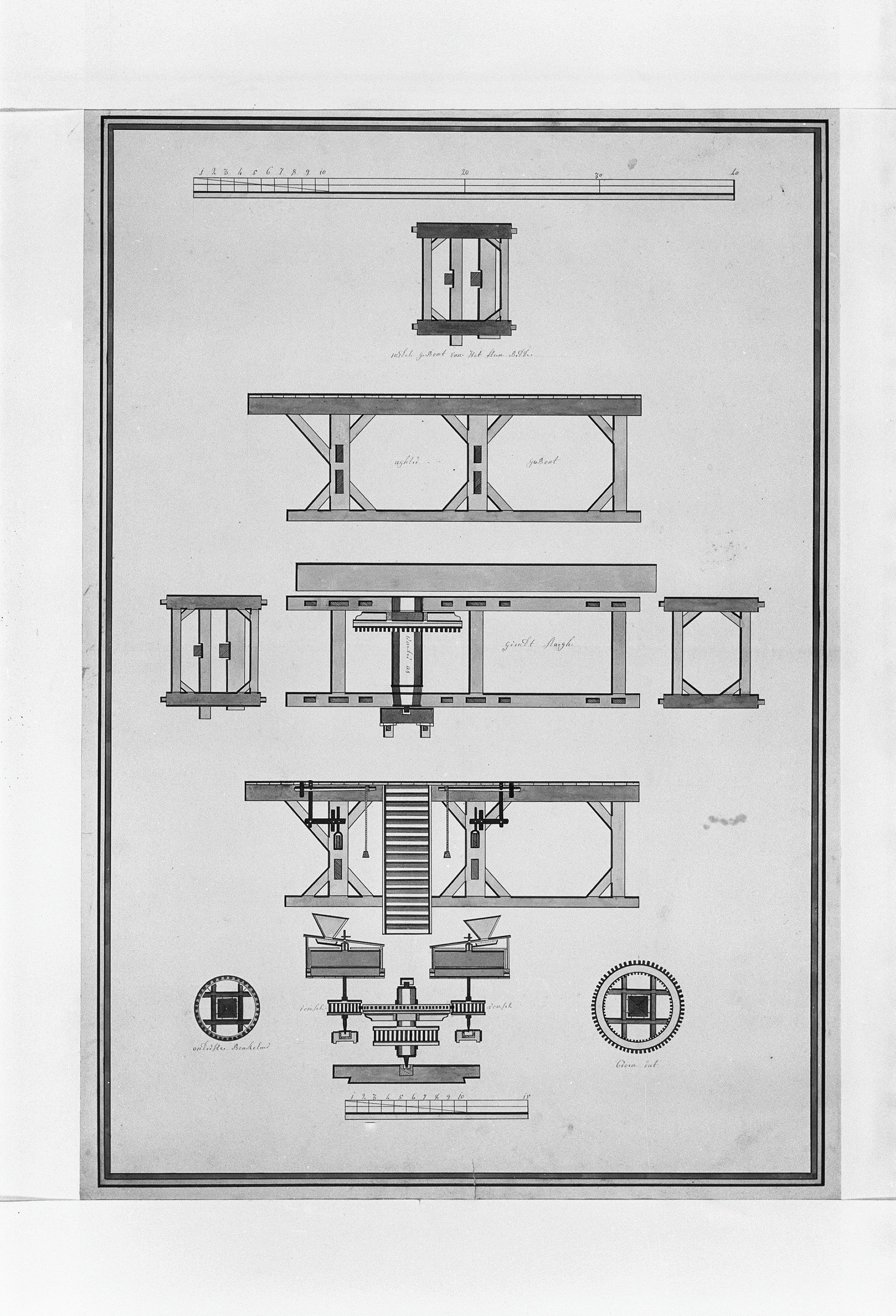
Molenwerk tekening